# Александровский (муниципальный округ, Санкт-Петербург)
Муниципальный округ Алекса́ндровский (до 1 июля 2021 года муниципальный округ № 75) — муниципальное образование в составе Фрунзенского района Санкт-Петербурга.
Расположен в юго-восточной части района. Граничит:
- на севере по Южному шоссе с муниципальным округом № 72
- на востоке по Московской линии железной дороги с Невским районом
- КАДна юге по Окружной линии железной дороги с Колпинским районом
- на западе по Бухарестской улице с муниципальными округами Георгиевский и Балканский

Наиболее важной транспортной магистралью округа является Софийская улица.
Западная часть района, прилегающая к Бухарестской улице, занята многоэтажной жилой застройкой. В восточной части расположена промышленная зона, а также кладбище «Памяти жертв 9 Января».
Общественный транспорт представлен трамвайной линией по Бухарестской улице, а также автобусными маршрутами. Вблизи восточной границы округа находится станция метро «Обухово» и железнодорожная станция Обухово.
С 1 июля 2021 года муниципальный округ № 75 переименован в Александровский.

## Население
| 2002    | 2010    | 2012    | 2013    | 2014    | 2015    | 2016    |
| ------- | ------- | ------- | ------- | ------- | ------- | ------- |
| 44 498  | ↗50 757 | ↗51 404 | ↗51 688 | ↗52 144 | ↗52 616 | ↘52 540 |
| 2017    | 2018    | 2019    | 2020    | 2021    | 2023    | 2025    |
| ↗52 869 | ↘52 420 | ↘51 818 | ↘50 900 | ↗62 330 | ↘62 309 | ↗62 485 |